# 케이쿠사우루스

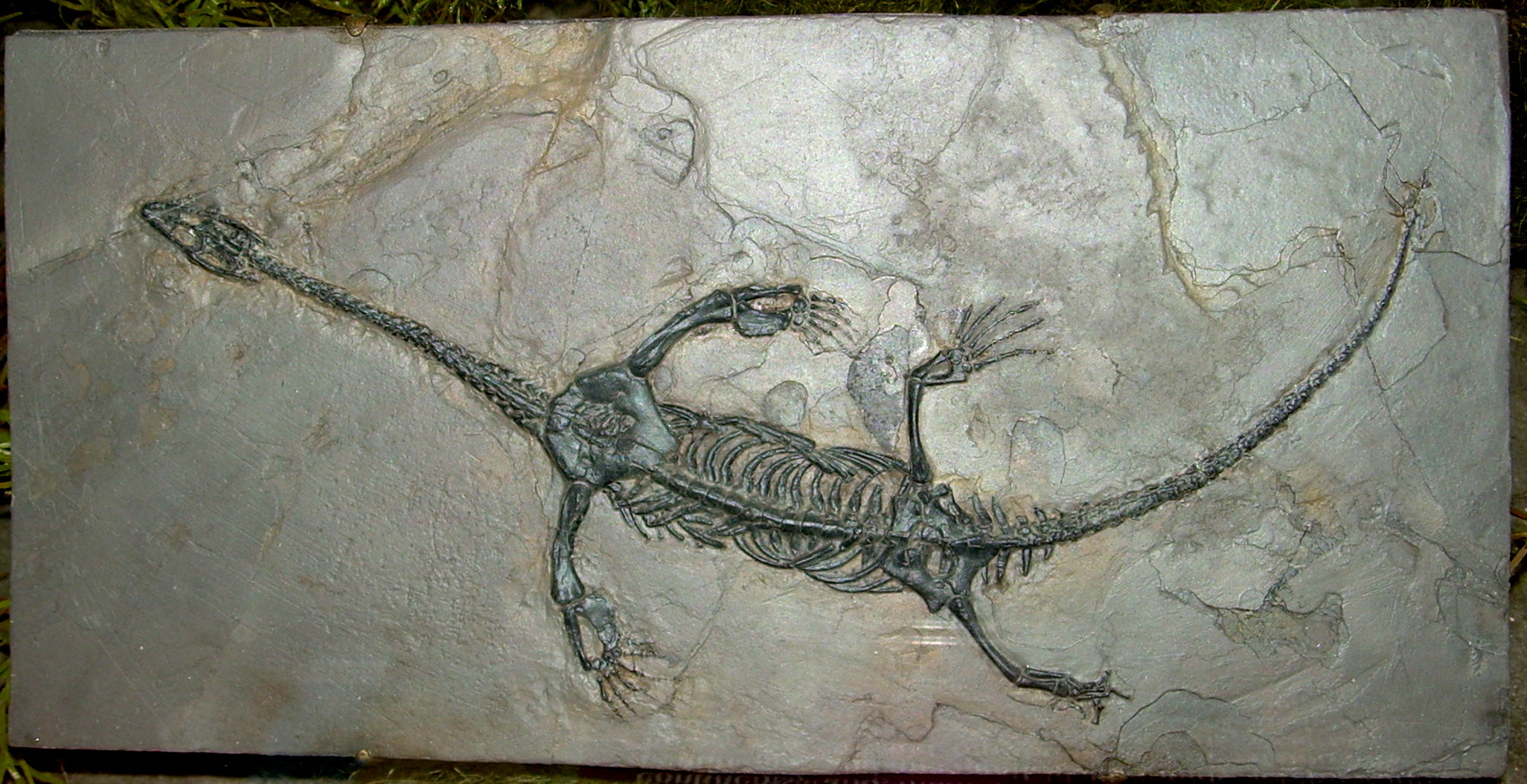

케이쿠사우루스(학명:Keichousaurus huiYoung)는 노토사우루스목 케이쿠사우루스과에 속하는 수장룡이다. 지금은 멸종된 종으로 몸길이가 최대 50cm인 작은 해양파충류이다.

## 특징
케이쿠사우루스는 바다의 생활에 매우 잘 적응한 수장룡의 하나에 종으로 뾰족한 머리와 날카로운 이빨을 가진 것이 특징이다. 대부분의 표본은 바다에서 발견이 되었으며 긴 목과 긴 꼬리와 긴 다섯 발가락이 존재하였다. 일부 복구된 표본에서는 케이쿠사우루스가 땅이나 습지에서도 약간씩 올라와서 시간을 보냈을 것으로 추측하며 산란기에 임신한 암컷은 1쌍의 어린 해양파충류을 출산했을 것으로 추정된다. 뾰족한 머리와 날카로운 이빨을 가진 것이 특징이며 화석의 증거에 짜르면 케이쿠사우루스는 땅과 습지와 바다를 자유롭게 오갈 수가 있도록 도와주는 이동성 골반을 가지고 있어 이것을 통해 땅, 습지, 바다를 자유롭게 오갈 수가 있을 것으로 추정되는 종이다. 전방의 척추는 측면 횡방향의 모습을 하고 있으며 짧은 주노와 길쭉한 현세공은 같은 노토사우루스목인 파시플루사우루스와 다티로사우루스와 닮은 공통된 특징이 된다. 다만 차이점으론 파시플루사우루스와 다티로사우루스와는 달리 두개골의 뒤쪽으로 확장되는 길고 좁은 상두엽 구멍, 더 강력한 상완골, 매우 넓은 흉골과 앞다리가 더 노들 모양이란 점이 존재한다. 가슴 쌍 클레비클에 형성된 상호, 견갑피, 사지가 측면으로 배치된다. 평평해진 앞다리는 수중 익일 역할을 했을 것이다. 뒷다리는 전문화가 적고, 따라서 현존하는 바다 거북에서 볼 수 있는 것과 같이 안정제 및 제어 표면으로 작용했을 수 있다. 사지 형태학의 중간 특성은 어느 정도가 작은 담수 거북에서 볼 수가 있는 '물을 통해 크롤링'의 종류가 있었다는 것을 의미한다.' 강력하게 지어진 가슴 거들 덕분에 강한 근육을 부착할 수 있었지만 어깨 아래의 위치는 수중 비행 모델을 선호한다. 사지의 전문화에도 불구하고 꼬리는 수중 존재에 대한 적응도 보여준다. 전방 카우달 척추의 측면 횡방향 과정은 강력한 근육이 꼬리가 좌우로 이길거나 적어도 취소할 수 있게 했다는 것을 보여준다. 이것은 몇몇 말단 측측 압축을 암시할 것이다, 그러나 이것은 연조직 보존에 기록되지 않는다. 긴 목은 주로 먹이 잡기와 관련이 있었다. 강력한 팔다리와 꼬리의 조합은 케이쿠사우루스를 능숙하고 기동성이 충분히 뛰어난 포식자로 만들어 먹이를 풍족하게 섭식하는 데에 도움을 줬을 것이다. 먹이로는 당대에 서식했던 물고기, 갑각류, 두족류 및 작은 어룡 등을 섭식했을 육식성의 포식자로 추정된다.

## 생존시기와 서식지와 화석의 발견
케이쿠사우루스가 생존하던 시기는 중생대의 트라이아스기로 지금으로부터 2억 3000만년전~1억 8천만년전에 생존했던 종이다. 생존했던 시기에는 아시아의 인도양과 태평양에서 주로 서식했을 것으로 추정되는 종이다. 화석의 발견은 1958년 중국의 구이저우성에서 트라이아스기에 형성된 지층에서 고생물학자들에 의해 최초로 화석이 발견되어 새로이 명명된 종이다.

## 같이 보기
- 수장룡
- 중생대
- 트라이아스기
- 아시아
- 화석